# عثث شبحية صغيرة
العثث الشبحية الصغيرة أو عائلة بالايوستيدي (الاسم العلمي:Palaeosetidae) هي فصيلة من الحشرات تتبع رتبة حرشفيات الأجنحة.

## الأجناس
- العث الشبحي الصغير